# NBC Studios (Nova Iorque)

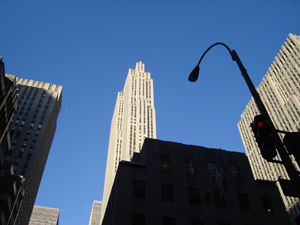
O 30 Rockefeller Center, também conhecido como o GE Building, é a sede mundial da NBC.

Os estúdios da NBC em Nova Iorque, Nova Iorque estão localizados no 30 Rockefeller Plaza (na 49th Street, entre as Avenidas 5 e 6) em Manhattan, o histórico GE Building abriga a sede da rede de televisão NBC, seu pai General Electric, e o carro-chefe da estação WNBC (Channel 4), bem como cabo do canal de notícias MSNBC.[carece de fontes?]
O programa mais antigo que ainda é filmado começou a sua produção em 1941 e dura até hoje, o News 4 New York, e vai ao ar nos estúdios 7-E e 6-B.